# Ряннель, Тойво Васильевич
То́йво Васи́льевич Ря́ннель (фин. Toivo Rännäli; 25 октября 1921, деревня Тозерово, Петроградская губерния — 15 марта 2012, Вантаа, Финляндия) — советский художник и поэт ингерманландского происхождения, народный художник РСФСР (1991), почётный член Российской академии художеств.

## Биография
Родился 25 октября 1921 года в деревне Тозерово Петроградской губернии в ингерманландской крестьянской семье.
В апреле 1931 года вместе с семьёй был выслан в Удерейский (ныне Мотыгинский) район Красноярского края. Учился в Южно-Енисейской политехнической школе. В 1939 году по особому разрешению спецкомендатуры поступил в Омское художественное училище, в котором проучился до третьего курса (1941), когда был мобилизован на фронт, но вскоре отозван. Работал преподавателем черчения и рисования в Южно-Енисейской средней школе. Летом 1942 года был вновь мобилизован на фронт, но снова отозван. Работал техником-геодезистом в Енисейской топографической Топогеодезической экспедиции треста «Золоторазведка» Министерства цветной металлургии СССР, а вскоре возглавил строительный отряд в звании младшего техника.

### Художественное творчество
В 1946 году переехал в Красноярск. С 1947 года член Союза художников СССР и секретарь региональной организации Союза. По приглашению руководителя республиканской организации был приглашён в Москву в организованный академиком И. Э. Грабарём институт повышения квалификации художников-фронтовиков. В 1974 году художнику присвоено звание заслуженный художник РСФСР, а 20 декабря 1991 года — народный художник РСФСР.

### Литературное творчество
С 1948 года начал публиковаться в поэтических сборниках: «Слово земляков», в выпусках альманаха «Енисей», в журнале «Сибирские огни» и «Вокруг света». В 1949 году издано эссе о художнике Д. И. Каратанове. В 1969 году вышел его альбом-очерк «Улугхем-Енисей-Ионесси». В издательстве «Платина» опубликовано несколько книг прозы: «Мой чёрный ангел» и «Незванный гость». Издано шесть поэтических сборников: «Капля в море», «Сверкнула пламенем Жар-птица», «Горные кедры», «В кругу друзей», «Тропа через век» и «По перламутру белых рос». Член Союза российских писателей.
В 1993 году указом президента России произошла гражданская реабилитация художника.

### Переезд в Финляндию
В 1995 году вместе с семьёй как репатриант переехал в Финляндию, где жил в Вантаа.
В 1999 году избран академиком Петровской академии наук и искусств. В 2010 году избран почётным академиком Российской академии художеств.
- Известные работы:[3] «Рождение Енисея» (1958); «Горные кедры» (1959) (Красноярский государственный художественный музей имени В. И. Сурикова); «Тропа великана»; «Портрет матери» (1959); «Сердце Саян»; «Портрет гидролога В.Винокурова» (1963); «Перекрытие Енисея в Саянах» (1976).

Произведения Т. В. Ряннеля находятся в собраниях художественных музеев России, частных коллекциях Японии, Китая, США, Франции, Германии, ЮАР, Швеции, Финляндии, России. Более ста картин хранится в Красноярском государственном художественном музее им. В. И. Сурикова.
Скончался на 91-м году жизни 15 марта 2012 года в Вантаа.

## Выставки
В 1946 году впервые участвовал в профессиональной художественной выставке, посвящённой 30-летию памяти Василия Сурикова. В 1959 году — первая персональная выставка.
В шестидесятые годы — участник выставок в Омске, Барнауле, Красноярске, Новосибирске, Москве, Краснодаре, Ставрополе, Нальчике, Грозном; многих республиканских, всесоюзных и международных выставок.
В восьмидесятые годы — выставки в Англии, Швеции, Норвегии, Франции, Словении.
В 2001 году в Красноярске прошла выставка, посвящённая 80-летию художника.
В 2011 году в Красноярске прошла выставка, посвящённая 90-летию художника.
В 2011 году Юбилейная к 90 летию выставка в Хельсинки.

## Литературные произведения
- Ряннель Т. В. Улуг-Хем. Енисей. Ионесси: Рассказ художника о великой сибирской реке. — Красноярск: Красноярское книжное издательство, 1970. — 92 с.
- Ряннель Т. В. Мой черный ангел: Воспоминания или рассказы о себе, о треклятых тридцатых, роковых сороковых. — Красноярск: Платина, 1996. — 191 с.
- Ряннель Т. В. Незваный гость: Художник о себе и своем времени: Роман в рассказах. — Красноярск: Платина, 1998. — 751 с.
- Ряннель Т. В. Копия Всевышнему: стихотворения. — Красноярск: Платина, 2006. — 93 с. — (Поэты свинцового века; вып.12).
- Ряннель Т. В. «Рождение Енисея»

## Живопись
- Ряннель Т. В. Мой белый свет. Живопись. Акварель. — Красноярск: Растр, 2001. — 120 с.

## Интервью
- Чигишев Ю. Дом для художника // Городские новости. — 11.07.2008. — № 1807. Архивировано 3 июля 2015 года.
- Суси В. Момент Истины // Проект Веры Широковой

## В культуре
- Документальный фильм «Тойво» (режиссёр, оператор, автор сценария Святослав Чаплинский; Красноярск кино-видеостудия «АРХИПЕЛАГ», 2012)[5]
- Документальный фильм Ю. И. Устюжанинова «Зима в Саянах»

## Комментарии
1. ↑  С 1926 года деревня Тозерово входила в Никуляский финский национальный сельсовет с центром в Верхних Никулясах, не сохранилась; ныне — территория Куйвозовского сельского поселения Всеволожского района Ленинградской области.

## Видеосюжеты
- Куликов В. Советские фрески на фасадах пятиэтажек исчезнут под слоем краски // ГТРК «Красноярск». — 26.07.2011.
- Семёнова М. В Красноярске открылась выставка Тойво Ряннеля // ГТРК «Красноярск». — 21.09.2011.
- Интервью с художником Тойво Ряннелем из фильма «Земля художников» цикла программ «Край без окраин», 2009 г. Автор: Валентина Вараксина. Видео предоставлено КГТК «Енисей»